# 빅뱅 (2011년 영화)
《빅뱅》(영어: The Big Bang)은 2011년 공개된 미국의 액션 스릴러 영화이다.

## 출연진
- 안토니오 반데라스 - 네드 크루즈 역
- 시에나 길러리 - 줄리 케스트럴 역
- 토마스 크레치만 - 프라이저 역
- 오텀 리서 - 페이 니먼 역
- 제임스 밴더비크 - 애덤 노바 역
- 스누프 도그 - 푸스 역
- 빌 듀크 - 드러머 역
- 델로이 린도 - 스키어스 형사 역
- 윌리엄 픽트너 - 폴리 형사 역
- 샘 엘리엇 - 사이먼 케스트럴 역
- 리베카 메이더 - 조이 위그너 역
- 로버트 마이예 - 안톤 “더 프로” 프로토포프 역
- 지미 심프슨 - 닐스 겍 역
- 윌리엄 말로 - 스키니 파데예프 역